# ふたりの女王 メアリーとエリザベス
『ふたりの女王 メアリーとエリザベス』（ふたりのじょおう メアリーとエリザベス、Mary Queen of Scots）は、2018年のアメリカ合衆国・イギリス合作の歴史映画。監督はジョージー・ルーク、主演はシアーシャ・ローナンとマーゴット・ロビーが務めた。本作はジョン・ガイが2004年に発表した評伝『Queen of Scots: The True Life of Mary Stuart』を原作としている。なお、本作はルークの映画監督デビュー作となった。

## あらすじ
1561年、夫であるフランス王フランソワ2世が崩御したため、メアリー・スチュアートは故国スコットランドに帰国して親政を開始した。メアリー女王を支えるのは、異母兄（庶子）で摂政マリ伯ジェームズや忠義深いボスウェル伯らだった。高貴な血筋に加え、若く美しく、健康で出産可能なメアリーの縁談は引く手数多だったが、当時のスコットランドはすでにイングランド女王エリザベス1世の影響下にあり、メアリーは再婚すらも意のままにならない状態であった。メアリーは、フランスから伴った侍女たちと同様、未だ男を知らぬ処女であり、一人の女性としても再婚を強く望んでいた。
メアリー女王はイングランドの王位継承権を主張し、独身で後継者のいないエリザベス女王と対立する。二人の女王は面識こそないが、互いの存在を意識し、対立しながらも男社会で孤軍奮闘する女性として共通点を有していた。
イングランドでは、エリザベス女王の父ヘンリー8世の離婚問題に端を発した、新教（イングランド国教会）と旧教（カトリック教会）との対立が深刻であり、その波はカトリック派のスコットランドにも伝わっていた。メアリー自身はカトリック教徒だが、新教徒を容認しようとし、ジョン・ノックスを追放する。一方、エリザベス女王は、重臣セシルらの進言に従い、新教徒であり寵愛するレスター伯ロバート・ダドリーをメアリーの縁談の相手として、スコットランドに送る。メアリーは、イングランドの一貴族など相手にしなかった。程なく、エリザベスは天然痘を発病。メアリーは冷酷と思いつつも、これを機に自らの王位継承を要求する。エリザベスは発病を知られたことに屈辱を感じ、さらに後遺症で容姿を損ねたことで以前以上にロバートに依存するようになる。
イングランド宮廷を追われた、スコットランド貴族のレノックス伯マシューは、息子のダーンリー卿ヘンリーを引き合わせる。ヘンリーはステュアート家とテューダー家双方の血を引くことから、メアリーの子の王位継承の主張を強固にするのにうってつけの相手だった。ヘンリーは魅力的な男性で、やがてメアリーも彼を気に入り寝室に招き入れる。しかも、ヘンリーは口で愛撫したのみで退下し、メアリーは初めて感じた法悦と彼の紳士的な振る舞いに喜びを感じる。程なく二人は結婚するが、マリ伯は激しく反対し、側近とともに女王から離反する。
しかし宴の席で、大量に飲酒したヘンリーは、メアリーお気に入りの音楽家リッチオと寝所を共にし、翌朝、激怒したメアリーはマリ伯の叛乱を告げて叩き起こす。呑気なヘンリーと対照的に、武装したメアリーは女王として冷静沈着に対応し、ボスウェル伯に叛乱を鎮圧させる。帰還したメアリーは、怒りを交えつつヘンリーの体に触れて関係を持とうとする。しかし国王ではなく『女王の配偶者』でしかないヘンリーは、その立場に屈辱を感じ、肉体関係はわずか1分で終わる。それはメアリーが夢見ていたものと全く異なっていたが、メアリーは冷静に侍女たちを寝室に呼び寄せ、懐妊するよう祈り合う。
数か月後、メアリーは懐妊を公表し、男児だと強く信じる。一方のエリザベスは40代に差し掛かり、肉体的に子供が産めなくなることと向き合えず、動揺する。相変わらずヘンリーは自身が『国王』として遇されることを望み、メアリーを恫喝するが、メアリーは世継ぎを与えてくれたことは「愛よりも重い」と返すだけだった。冷遇されたヘンリーの怒りは、メアリーの寵臣リッチオに向かう。メアリーは再度叛乱を試みようとするマリ伯に、子供の頃の思い出話をし、産まれてくる子が男児なら、兄や父と同じ『ジェームズ』と名付けると話し、和解する。
そんな中、レノックス伯らは女王の不貞の疑惑がかかるリッチオ殺害を画策し、息子であるヘンリーにも（旧約聖書『レビ記』で禁じられた）同性愛という『罪』から逃れさせるため、連判状に署名を強要する。リッチオはメアリーの寝室で多数の男達に殺され、ヘンリーは無理やり止めを刺す役目を与えられる。翌朝、血まみれになった寝室で、メアリーはヘンリーを慰め、『国王』として遇すかのように言葉巧みに脱出の手はずを整えさせる。脱出したメアリーは、自らの軍勢の元に赴き、ヘンリーを排除し、殺害に対する恩赦と引き換えに叛乱を収める。
やがて、メアリーは難産の末一人息子ジェームズを出産する。エリザベスに息子の代母（God mother）となることを望み、さらにエリザベスに子の無い時は、ジェームズが両国の王位を継承することを求めた。エリザベスは表面上、全て快諾するが、すでに年齢的に出産は不可能であり、心は深く傷つきクイリングに没頭する。
すでに別居したヘンリーは、近侍とともに酒と男色に溺れる中、何者かに殺害される。メアリーは驚愕するが、極秘の要談で現れたボスウェル伯から、議会の要請で彼と結婚しなければならないことを告げられる。愛のない肉体関係や、陰謀渦巻く中での婚礼を淡々とこなすが、疑惑的な早急な再婚は様々な憶測を引き起こし、ノックス主導の反女王の動きは国民にまで広がるようになった。ボスウェル伯には何の権限もなく、彼もメアリーも再びマリ伯に裏切られたことを悟る。
国内での支持が見込めない以上、メアリーが逃れるのはイングランドしか無かった。山中の小屋で、エリザベスはメアリーと極秘に対面する。エリザベスは厚化粧に華やかな装いで臨み、メアリーに嫉妬していたことを打ち明ける。二人は、陰謀や野心まみれの男たちではなく、女として手を組むことが出来れば良かったと思う。しかし、エリザベスは鬘を外し、短く刈り込んだ頭を見せる。エリザベスは既に『男として生きる』決意をしていたのだった。
かくして、メアリーはエリザベスの庇護の下、幽閉される。18年後、エリザベス暗殺未遂事件に関与した証拠が見つかり、メアリーは死刑になる。メアリーは成長した息子ジェームズが両国を治めることに期待しつつ、静かに断頭台に首を置く。一方のエリザベスは最後まで処刑をためらい、メアリーを想い涙を流すが、余韻に浸ることも許されず、孤高の女王として君臨するのだった。

## キャスト
※括弧内は日本語吹替
- メアリー・スチュアート: シアーシャ・ローナン（嶋村侑） - スコットランド女王。
- エリザベス1世: マーゴット・ロビー（佐古真弓） - イングランド女王。
- ヘンリー・スチュアート（ダーンリー卿）: ジャック・ロウデン（田中智士） - 両国王家の血を引く、メアリーの2番目の夫。
- ロバート・ダドリー（レスター伯）: ジョー・アルウィン（松田修平） - エリザベスの寵臣。
- ジョン・ノックス: デヴィッド・テナント（山本善寿） - スコットランドの牧師で長老派教会の創始者。
- ウィリアム・セシル（バーリー男爵）: ガイ・ピアース（宮本充） - エリザベスの長年にわたる重臣。
- ベス・オブ・ハードウィック（英語版）: ジェンマ・チャン
- ジェームズ・ヘップバーン（ボスウェル伯）: マーティン・コムストン - メアリーの3番目の夫。
- ダヴィド・リッツィオ（英語版）: イスマエル・クルス・コルドバ（英語版） - メアリーの秘書、音楽家。
- マチュー・スチュアート（レノックス伯）: ブレンダン・コイル（英語版） - ヘンリーの父。
- ジョン・メイトランド（英語版）: イアン・ハート - スコットランドの国務大臣。
- トーマス・ランドルフ（英語版）: エイドリアン・レスター - イングランド大使。
- ジェームズ・スチュアート（マリ伯）: ジェームズ・マクアードル（英語版） - メアリーの異母兄。
- メアリー・フレミング（英語版）: マリア＝ヴィクトリア・ドラクシ（英語版） - メアリーの女官。
- メアリー・ビートン（英語版）: アイリーン・オヒギンス（英語版） - メアリーの女官。
- ウォルター・マイルドメイ（英語版）: アレックス・ベケット（英語版） - イングランドの財務大臣。
- ロバート・ビール（英語版）：サイモン・ラッセル・ビール - 枢密院書記官。メアリーの処刑の公式記録を書いた。

## 製作
2006年9月、スカーレット・ヨハンソンがメアリー・スチュアートを演じることになったと報じられた。2012年8月、降板したヨハンソンの代役として、シアーシャ・ローナンが起用された。2017年4月、マーゴット・ロビーの出演が決まった。6月13日、ジョー・アルウィンとジャック・ロウデンが本作に出演するとの報道があった。22日、マーティン・コムストンが起用されたと報じられた。23日、マリア＝ヴィクトリア・ドラクシが起用されたとの報道があった。8月、ブレンダン・コイル、デヴィッド・テナント、ガイ・ピアース、ジェンマ・チャン、イスマエル・クルス・コルドバがキャスト入りした。

### 撮影
2017年8月17日、本作の主要撮影がイギリスで始まった。

## 公開・マーケティング
2018年10月4日、本作のファースト・トレイラーが公開された。11月15日、本作はAFI映画祭のクロージング作品として上映され、それがプレミア上映となった。ただ、ロサンゼルス近郊で大規模な山火事が発生したのを受けて、レッド・カーペットは取りやめとなった。

## 評価
本作は批評家から好意的に評価されている。映画批評集積サイトのRotten Tomatoesには79件のレビューがあり、批評家支持率は68%、平均点は10点満点で6.6点となっている。サイト側による批評家の見解の要約は「『ふたりの女王 メアリーとエリザベス』は政治闘争を描いた時代劇のスリル―それはスマートであり、職人の為せる技である―を観客に届ける一方、相性の良い主演2人の才能を発揮させる場にもなっている。」となっている。また、Metacriticには29件のレビューがあり、加重平均値は64/100となっている。